# Emmanuel Aznar
Pour les articles homonymes, voir Aznar.
Emmanuel Aznar est un footballeur international français, né le 23 décembre 1915 à Sidi Bel Abbès en Algérie française et mort le 4 octobre 1970 à Marseille.

## Biographie
Né à Sidi Bel Abbès le 23 novembre 1915, Emmanuel Aznar débute le football en club à l'âge de seize ou dix-sept ans, dans l'équipe junior du Sporting Club de Sidi Bel Abbès,. Promu dans l’équipe première avant la fin de sa première saison, il est sélectionné l'année suivante par la Ligue d'Oranie.
Repéré par József Eisenhoffer et convoité par l'Olympique de Marseille, il rejoint le club en 1935. Trois mois après son arrivée dans le Sud de la France, il est appelé dans la garnison de Paris pour son service militaire avant d'être mutée au 141e régiment d'Infanterie Alpine à Marseille. En France, Aznar fait ses preuves jusqu'à être sélectionné en équipe de France pour le match international contre la Bulgarie. Jusqu’en 1938, Emmanuel Aznar est libre de se placer librement sur le front de l’attaque de l’O.M. et il en profite pour jouer intérieur gauche, le poste qu’il préfère. À cette date, il est repositionné en tant qu’avant-centre, le club manquant de joueur talentueux à ce poste.
Emmanuel Aznar est le seul joueur à inscrire un nonuplé dans le championnat de France de football, le 6 octobre 1942, où l'Olympique de Marseille l'emporte à domicile face à Avignon sur le score fleuve de 20 à 2. Au lendemain du match, L'Auto indique que l’attaquant phocéen a inscrit dix buts dans la rencontre. Il subit cependant un claquage qui le contraint à quitter le terrain à la 66e minute de jeu. La performance d'Emmanuel Aznar ne fait pourtant pas office de record puisque datant des championnats officieux de la Seconde Guerre mondiale.
Il décède d'une rupture d'anévrisme lors d'un match de vétérans.

## Carrière
- Avant 1936 :  Sporting Club de Bel-Abbès
- 1936-1943 :  Olympique de Marseille
- 1943-1944 :  EF Marseille Provence
- 1946-1947 :  Sporting Toulon Var
- 1947-1952 :  Olympique de Marseille[4]

## Statistiques
| Saison                | Club                     | Championnat           | Championnat | Championnat | Coupe(s) nationale(s) | Coupe(s) nationale(s) | France | France | Total | Total |
| Saison                | Club                     | Division              | M.          | B.          | M.                    | B.                    | M.     | B.     | M.    | B.    |
| 1934/35               | Siddi Bel Abbès          | LO                    | -           | -           | -                     | -                     | -      | -      | 0     | 0     |
| 1935/36               | Siddi Bel Abbès          | LO                    | -           | -           | -                     | -                     | -      | -      | 0     | 0     |
| 1936/37               | Siddi Bel Abbès          | LO                    | -           | -           | -                     | -                     | -      | -      | 0     | 0     |
| Sous-total            | Sous-total               | Sous-total            | -           | -           | -                     | -                     | -      | -      | -     | -     |
| 1936/37               | Olympique de Marseille   | D1                    | 10          | 1           | -                     | -                     | -      | -      | 10    | 1     |
| 1937/38               | Olympique de Marseille   | D1                    | 23          | 9           | 7                     | 6                     | 4      | 3      | 34    | 18    |
| 1938/39               | Olympique de Marseille   | D1                    | 27          | 14          | -                     | -                     | -      | -      | 27    | 14    |
| 1939/40               | Olympique de Marseille   | D1-ZL                 | 3           | 3           | 5                     | 8                     | -      | -      | 8     | 11    |
| 1940/41               | Olympique de Marseille   | D1-ZL                 | 10          | 6           | 1                     | 2                     | -      | -      | 11    | 8     |
| 1941/42               | Olympique de Marseille   | D1-ZL                 | 13          | 14          | 3                     | 4                     | -      | -      | 16    | 18    |
| 1942/43               | Olympique de Marseille   | D1-ZS                 | 28          | 45          | 8                     | 11                    | -      | -      | 36    | 56    |
| Sous-total            | Sous-total               | Sous-total            | 133         | 96          | 21                    | 27                    | 4      | 3      | 158   | 126   |
| 1943/44               | ÉF Marseille-Provence    | D1-F                  | 14          | 4           | 3                     | 0                     | -      | -      | 17    | 4     |
| Sous-total            | Sous-total               | Sous-total            | 18          | 4           | 3                     | 0                     | -      | -      | 21    | 4     |
| 1944/45               | Olympique de Marseille   | D1-ZS                 | 9           | 12          | 9                     | 5                     | -      | -      | 18    | 17    |
| 1945/46               | Olympique de Marseille   | D1                    | 6           | 0           | -                     | -                     | -      | -      | 6     | 0     |
| 1946/47               | Olympique de Marseille   | D1                    | 4           | 2           | -                     | -                     | -      | -      | 4     | 2     |
| Sous-total            | Sous-total               | Sous-total            | 19          | 14          | 9                     | 5                     | -      | -      | 28    | 19    |
| 1946/47               | Olympique de Marseille B | -                     | -           | -           | -                     | -                     | -      | -      | 0     | 0     |
| Sous-total            | Sous-total               | Sous-total            | -           | -           | -                     | -                     | -      | -      | 0     | 0     |
| 1946/47               | Toulon                   | D2                    | 9           | 2           | -                     | -                     | -      | -      | 9     | 2     |
| Sous-total            | Sous-total               | Sous-total            | 9           | 2           | -                     | -                     | -      | -      | 9     | 2     |
| 1947/48               | Olympique de Marseille   | D1                    | 8           | 6           | -                     | -                     | -      | -      | 8     | 6     |
| 1948/49               | Olympique de Marseille   | D1                    | 2           | 1           | -                     | -                     | -      | -      | 2     | 1     |
| 1951/52               | Olympique de Marseille   | D1                    | 11          | 0           | -                     | -                     | -      | -      | 11    | 0     |
| Sous-total            | Sous-total               | Sous-total            | 21          | 7           | -                     | -                     | -      | -      | 21    | 7     |
| 1952/53               | Groupe Sportif France    | ?                     | -           | -           | -                     | -                     | -      | -      | 0     | 0     |
| Sous-total            | Sous-total               | Sous-total            | -           | -           | -                     | -                     | -      | -      | -     | -     |
| Total sur la carrière | Total sur la carrière    | Total sur la carrière | 171         | 119         | 34                    | 32                    | 4      | 3      | 209   | 154   |

## Palmarès
- Champion de France en 1937 et 1948 avec l'Olympique de Marseille
- Vainqueur de la Coupe de France en 1938  et 1943 avec l'Olympique de Marseille
- Finaliste de la Coupe de France en 1940 avec l'Olympique de Marseille
- Équipe de France : 1 sélection (1 but), le 24 mars 1938 lors du match amical France-Bulgarie (6-1)